# Dieter Schnell

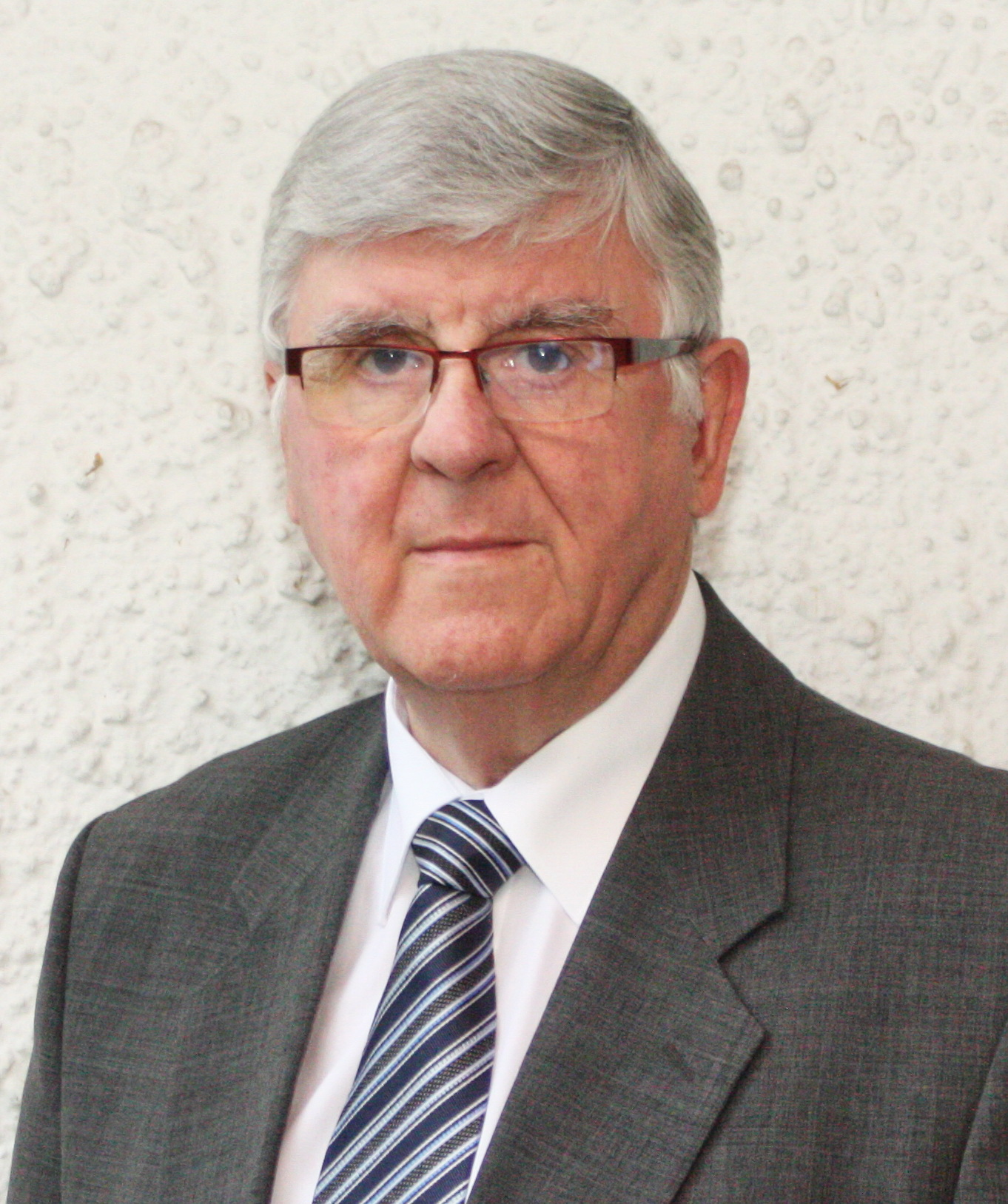
Dieter Schnell 2011

Dieter Kurt Fritz Schnell (* 30. Juli 1938 in Landau in der Pfalz) ist ein deutscher Arzt, Ophthalmologe und Sportmediziner. Seinen Initiativen sind die Begründung und Entwicklung der Sport-Ophthalmologie als eines speziellen Bereichs der Augenheilkunde zuzuschreiben.

## Ausbildung und Laufbahn
Aufgewachsen in Annweiler als Sohn eines praktischen Arztes studierte Schnell nach dem Abitur am Zinzendorf-Gymnasium Königsfeld im Schwarzwald 1958 Medizin in München. Ein Kompakt-Sportstudium erfolgte parallel 1959/60 in München-Grünwald. An der Universität München legte er 1964 das ärztliche Staatsexamen ab und wurde 1965 zum Dr. med. promoviert. Die Medizinalassistenz absolvierte er an den Regionalkrankenhäusern Eitorf und Waldbröl. Von 1967 bis 1974 war er in der Universitäts-Augenklinik Köln tätig, erwarb den Facharzt für Augenheilkunde und leitete als Oberarzt vier Jahre lang die Sehschule und das Labor für Tonographie und Ophthalmodynamographie.
1974 ließ er sich als Belegarzt am Kreiskrankenhaus Waldbröl nieder. 1977 erwarb er die Zusatzbezeichnung Sportmedizin. Später entstand eine Gemeinschaftspraxis in Waldbröl mit Sehschule, Kontaktologie und operativer Tätigkeit. 2003 beendete er diese Tätigkeit.

## Wirken im Sport und in der Sportmedizin
Selbst erfolgreicher Turner, Trampolinspringer (mehrfach Medaillengewinner bei regionalen und Deutschen Meisterschaften) und Leichtathlet (1957: 10,9 s über 100 m) wandte sich Schnell frühzeitig der Sportmedizin zu.
Seit 1964 war er in der Sportmedizin des Landes Nordrhein tätig und leitet seit 1967 die Weiter- und Fortbildungslehrgänge an der Sportschule Hennef.
Dieter Schnell war betreuender Arzt der deutschen Olympiaauswahl bei den Olympischen Sommerspielen 1968 in Mexiko, 1972 in München und 1976 in Montreal.
1975 wurde Schnell zum Vizepräsidenten des Deutschen Sportärztebundes für das Weiter- und Fortbildungswesen gewählt und bekleidete dieses Amt 31 Jahre lang. Er bewirkte die Vereinheitlichung der sportmedizinischen Weiter- und Fortbildung in Deutschland, vor allem nach der Wiedervereinigung mit den neu gebildeten Landessportärzteverbänden des Beitrittsgebiets. Das geltende Curriculum der Weiterbildung in der Sportmedizin wurde und wird noch immer von ihm maßgeblich mitgestaltet.

## Wissenschaftliche, Lehr- und Vortragstätigkeit
Schnells Erfahrungen bei der Betreuung der Augenkranken und -verletzten der Olympischen Spiele 1968 (Mexico) und 1972 (München) führten zur Schaffung eines neuen Zweiges der Augenheilkunde, der Sport-Ophthalmologie, die auch später sein Hauptbetätigungsfeld werden sollte. Sein Arbeitskreis von Sportwissenschaftlern, Sportärzten, Optikern und Augenärzten schuf 1973 die ersten Grundlagen des neuen Wissensgebietes. Vor allem die Erfahrungen mit den neuen weichen Kontaktlinsen, die auch 1976 bei den Olympischen Spielen in Montreal eingesetzt wurden, begründeten sein Hauptforschungsgebiet „Kontaktlinsen und Sport“. Mehrere tausend Anpassungen von Kontaktlinsen und Auswertungen der entsprechenden Befunde führten zu zahlreichen Publikationen. Die Veröffentlichungen von Normen der Sehfunktionen für die einzelnen olympischen Disziplinen waren das Ergebnis jahrelanger Forschungen.
Seit den 80er Jahren der vorigen Jahrhunderts hält er Vorlesungen im Bereich der Deutschen Sporthochschule, der Trainerakademie Köln des Deutschen Olympischen Sportbundes und der Medizinischen Fakultät der Universität Köln über die Themen: Sport und Auge, Weiterbildung in der Sportmedizin, sowie Augenkrankheiten und Sport. In etwa 400 Vorträgen bei Sportärztekursen bundesweit und im deutschsprachigen Ausland verbreitete er die Erkenntnisse seiner Forschungen und Erfahrungen. Er war maßgeblicher Gestalter sportophthalmologischer Wochenenden für Augenärzte und Optiker in Köln, Hennef, Bochum, Essen, und mehrfach in Zürich.
2005 wurde er Chefredakteur und Herausgeber der neu gegründeten Zeitschrift „Aktuelle Kontaktologie“, die dem theoretischen und praktischen Wissen über Kontaktlinsen und Sportophthalmologie gewidmet ist.
2007 berief ihn der Sportärztebund Nordrhein zum Direktor der neu entstandenen Akademie für Weiter- und Fortbildung im Fach Sportmedizin in Köln.

## Publikationen
Schnell verfasste 145 wissenschaftliche Arbeiten über Sportmedizin, Augenheilkunde, Sportophthalmologie und Kontaktologie sowie Beiträge in 6 Lehrbüchern mit mehreren Neuauflagen (Sportmedizin, Tauchmedizin, Unfall-Medizin). Darunter:
- Schulsport-Unterrichtsbefreiungen bei Krankheiten und Verletzungen der Augen. In: Der Augenarzt. 15 (1), 1981, S. 14–27.

- Die Sehanforderungen an Hochleistungssportler der Olympia-Kader. In: Dtsch. Ztsch. Sportmed. 35, 1984, S. 7–10.

- Das kann ins Auge gehen. (Monografie). Verlag Sport und Buch Strauß, 1997.

- Augen. In: Ch. Klingmann, K. Tetzlaff (Hrsg.): Moderne Tauchmedizin – Handbuch für Tauchlehrer, Taucher und Ärzte. Gentner-Verlag, 2007, ISBN 978-3-87247-645-6, S. 449–469.

- Multizentrische Verbandlinsen-Studie. In: Akt. Kontaktologie. 4 (11) 2008, S. 23–33.

- Visuelles System. In: H. H. Dickhuth, F. Mayer, K. Röcker, A. Berg (Hrsg.): Sportmedizin für Ärzte. 2. Auflage. Deutscher Ärzteverlag, Köln 2010, ISBN 978-3-7691-0611-4, S. 209–229.

Etwa 600 Aufsätze in der Sportmedizin und (Sport-)Ophthalmologie wurden für Zeitschriften, Fernsehsendungen u. a. Medien erbracht.

## Ehrungen und Auszeichnungen (Auswahl)
- 1978: Ehrennadel des Deutschen Turner-Bundes
- Ehrenmitglied der Landessportärzteverbände Rheinland-Pfalz (1984) und Westfalen (1992)
- 1995: Wissenschaftspreis (für Kontaktlinsenforschung) des Berufsverbandes der Augenärzte Deutschlands
- 1999: Bundesverdienstkreuz am Bande
- 2006: Goldene Ehrennadel und Ehrenpräsidiums-Mitglied der Deutschen Gesellschaft für Sportmedizin und Prävention
- 2007: Ehrennadel des Sportärztebundes Nordrhein

Weiterhin errang Schnell mehrfach Preise für wissenschaftlich-praktische Filme (über Sport-, Anti-Doping- und Kontaktlinsen-Themen) bei Sportfilmtagen und Kongressen.